# 牛津大學墨頓學院
墨頓學院（英語：Merton College, Oxford）位于牛津市墨頓街，是牛津大學最古老的学院之一。學院于1264年建立，以悠久的歷史、出色的學術著稱。

## 學院歷史
墨頓學院的創立可以追溯到1264年，時任英格蘭大法官（Lord Chancellor）的W·墨頓決定創立一個獨立的學術組織并設立基金會、制定相關條例，這也就是墨頓學院的雛形。這一條例的特點在于，規定墨頓學院是自治的，資金也由院長和院士們直接支配，這正是今天牛津大學多數獨立學院的特點。正因如此，墨頓學院宣稱自己是牛津大學最古老的學院。
1274年，墨頓從皇室職位退休，全身心投入學院的建設中。他對學院條例做了最后的修改，并在牛津城的東南角開始興建學院建筑。到13世紀末，餐廳、教堂以及學院前庭（Front Quad）的其他部分都順利完工。700多年來，這里的學術活動一直延續，學院的建筑也不斷擴展。時至今日，墨頓學院已成為牛津大學學術實力最強、最富有的學院之一。

## 著名校友
- 威克里夫，欧洲宗教改革的先驱
- 奥卡姆的威廉，英国14世纪逻辑学家
- 威廉·哈维，英国医生，实验生理学的创始人之一，血液循环现象的发现者
- 麦克斯·毕尔邦爵士，英国作家，讽刺画家
- 弗雷德里克·索迪，英国化学家，1921年诺贝尔化学奖获得者
- 狄奥多·阿多诺，德国哲学家、社会学家、音乐家，法兰克福学派成员之一
- 罗杰·班尼斯特爵士，英国运动员，神经学家
- 埃德蒙·布倫登，英國女詩人、作家
- T·S·艾略特，美国／英国詩人，評論家，劇作家，1948年诺贝尔文学奖获得者
- 斯圖亞特·霍爾，英國社會學家
- 東尼·霍爾，英國計算機科學家，1980年圖靈獎獲得者
- 安德鲁·欧文，英国登山家
- 克里斯·克里斯托佛森，美國鄉村音樂歌手、作曲家、演員
- 安東尼·萊格特，英国物理学家，2003年诺贝尔物理学奖获得者
- 尼可拉斯·庭伯根，荷兰动物行为学家与鸟类学家，1973年诺贝尔生理学或医学奖获得者
- J·R·R·托尔金，英国作家，詩人，語言學家，《魔戒》作者
- 楊憲益，中国詩人，翻譯家
- 阿莱克·杰弗里斯爵士，英国遗传学家，最早的DNA特征测定技术发展者
- 德仁，日本第126代天皇
- 达纳·斯科特，美国科学家，1976年图灵奖获得者
- 霍华德·斯金格爵士，日本Sony现任董事长兼执行长
- 安德鲁·怀尔斯爵士，英国数学家，费马大定理的证明者
- 艾德·維濟，英国文化、通信與創意產業部長
- 彬子女王，日本皇室成員
- 查尔斯·贝蒂 （Charles Batty），圣约翰学院备受敬爱的导师